# Misumenoides crassipes
Misumenoides crassipes es una especie de araña del género Misumenoides, familia Thomisidae.

## Distribución
Esta especie se encuentra en Colombia.